# Brownsville (Illinois)
Pour les articles homonymes, voir Brownsville.
Browsville est une communauté non incorporée située dans le comté de White en Illinois.